# Wapen van Prinsenbeek

Wapen van Prinsenbeek

Het wapen van Prinsenbeek werd op 12 januari 1951 bij Koninklijk Besluit aan de toenmalige Noord-Brabantse gemeente Prinsenbeek verleend. Deze gemeente was op 1 februari 1942 onder de naam Beek ontstaan uit de gemeente Princenhage en had haar naam op 1 januari 1951 gewijzigd in Prinsenbeek. Op 1 januari 1997 ging de gemeente op in Breda, waarmee het wapen van Prinsenbeek kwam te vervallen.

## Blazoenering
De blazoenering bij het wapen luidt als volgt:
Doorsneden; I in sinopel een golvende dwarsbalk van zilver; II in zilver drie lindebomen van sinopel, staande op een terras van hetzelfde. Het schild gedekt met een gouden kroon van drie bladeren en twee paarlen.
De heraldische kleuren in het wapen zijn sinopel (groen) en zilver (wit). Het schild wordt gedekt door een gravenkroon.

## Geschiedenis
Het is een sprekend wapen: de golvende zilveren lijn in de bovenste helft stelt een beek voor. De onderste helft is ontleend aan het wapen van Princenhage.

## Verwant wapen

Het wapen van Princenhage